# Ilmajoki

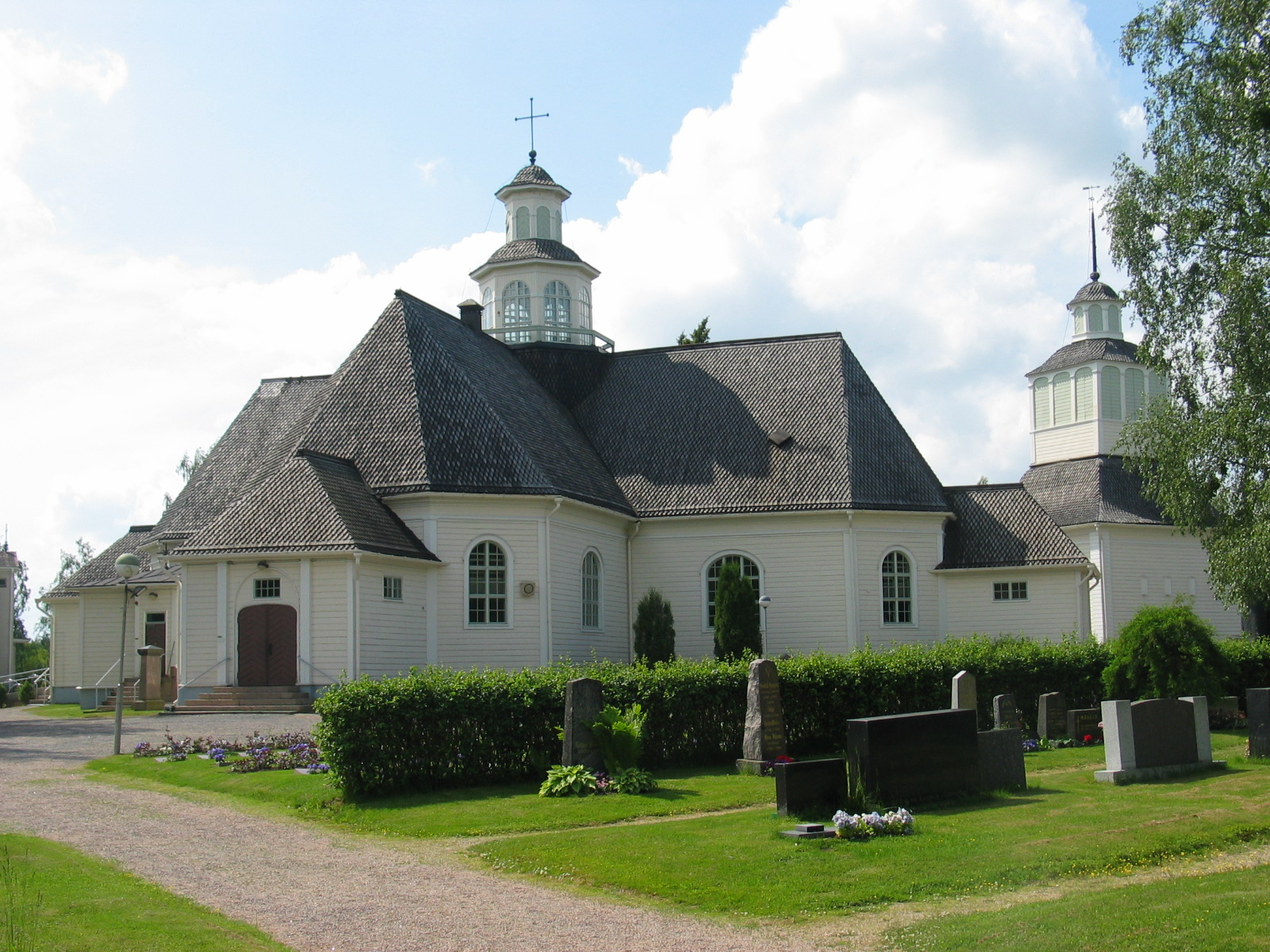

Ilmajoki (Zweeds: Ilmola) is een gemeente in de Finse provincie West-Finland en in de Finse regio Zuid-Österbotten. De gemeente heeft een landoppervlakte van 576,74 km² en telt 12.369 inwoners (2022). 